# Snow Halation
Snow Halation ist ein Popsong der fiktiven japanischen Idol-Gruppe μ’s aus dem Love-Live!-Massenmedienfranchise. Das Stück wurde von Takahiro Yamada komponiert, während Aki Hata den Liedtext beisteuerte. Es wurde am 22. Dezember 2010 mitsamt einem sechsminütigen, von Sunrise produzierten animierten Musikvideo durch das japanische Label Lantis veröffentlicht. Eine neu animierte Sequenz dieses Musikvideos wurde in der neunten Episode der zweiten Staffel von Love Live! School Idol Project genutzt.
Das Stück wurde in den 2010er-Jahren als populärer Anime-Song beschrieben und steht inzwischen repräsentativ für das Love-Live!-Franchise. Das wurde auf Konzerten von μ’s zwischen 2012 und 2016 als eines der letzten Lieder im Set gespielt und wurde im Jahr 2020 als abschließendes Lied in der Setlist des Franchise-weiten Konzertes aufgeführt. Im Jahr 2019 erhielt das Lied eine spezielle Auszeichnung beim Heisei Anisong Grand Prix. Trotz seiner späteren Popularität erreichte das Lied in der Veröffentlichungswoche genügend Verkäufe, um auf Platz 74 in den heimischen Singlecharts von Oricon einzusteigen.
Yamada schreibt die Beliebtheit des Stücks dem Liedtext und dem Arrangement von Ryōsuke Nakanishi zu. Der Liedtext beschreibt die Gefühle des Erzählers und dessen Unfähigkeit zur Zurückhaltung, während dieser diese ausdrückt, eine Emotion, die die Produzenten des Stückes als Snow Halation bezeichnen. Das Lied wurde für die perfekte Harmonie zwischen Musik und Gesang gelobt; der Liedtext wurde als meisterhaft beschrieben.

## Hintergrund
Das Love-Live!-Franchise wurde in der Juli-Ausgabe des Jahres 2010 des Dengeki G’s Magazine aus dem Verlag ASCII Media Works als Zusammenarbeit zwischen dem Magazin mit dem Musiklabel Lantis und dem Animationsstudio Sunrise offiziell vorgestellt. In der darauffolgenden Ausgabe des Magazins wurden die Charaktere und Handlung sowie weitere detaillierte Informationen zum Projekt der Öffentlichkeit vorgestellt.
Takahiro Yamada, der das Lied komponierte, startete im Jahr 2009 seine musikalische Karriere als professioneller Komponist mit dem Lied Good Smile Season, welches er für Atsuko Aso schrieb, und einem weiteren Stück, welches für das Musiklabel Lantis komponiert wurde und später als erste Single unter dem Titel 僕らのLIVE 君とのLIFEBokura no Live Kimi to no Life für die zu diesem Zeitpunkt noch namenlose Idol-Gruppe aus dem Franchise fungieren sollte.
Kurz vor der Veröffentlichung dieser ersten Single wurde in der September-Ausgabe des Dengeki-G’s-Magazin bereits die Veröffentlichung einer zweiten Single für Dezember gleichen Jahres angekündigt, welche ebenfalls von Yamada komponiert werden sollte. Zusätzlich wurde eine Online-Abstimmung zur Popularitätsermittlung zwischen den einzelnen Mitgliedern der fiktiven Idol-Gruppe unter den Lesern des Magazins angekündigt, welche die Position des jeweiligen Mitglieds im animierten Musikvideo des Studios Sunrise ermitteln sollte. So wurde der bei der Abstimmung erstplatzierte Charakter in den Fokus des Musikvideos gesetzt. So wurde Honaka Kōsaka – gesprochen von Emi Nitta – auf den ersten Platz gewählt. In der ab dem 30. September verkauften November-Ausgabe wurden zudem die übrigen Charaktere, die bis dahin geheim gehalten wurden, offiziell vorgestellt. Die Leser des Magazins konnten zudem über den Namen der Idol-Gruppe abstimmen. In der ab dem 30. November verkauften Januar-Ausgabe des Jahres 2011 des Magazins wurde mit μ’s (gesprochen mjuz) der Name der Gruppe bekannt gegeben.

## Komposition

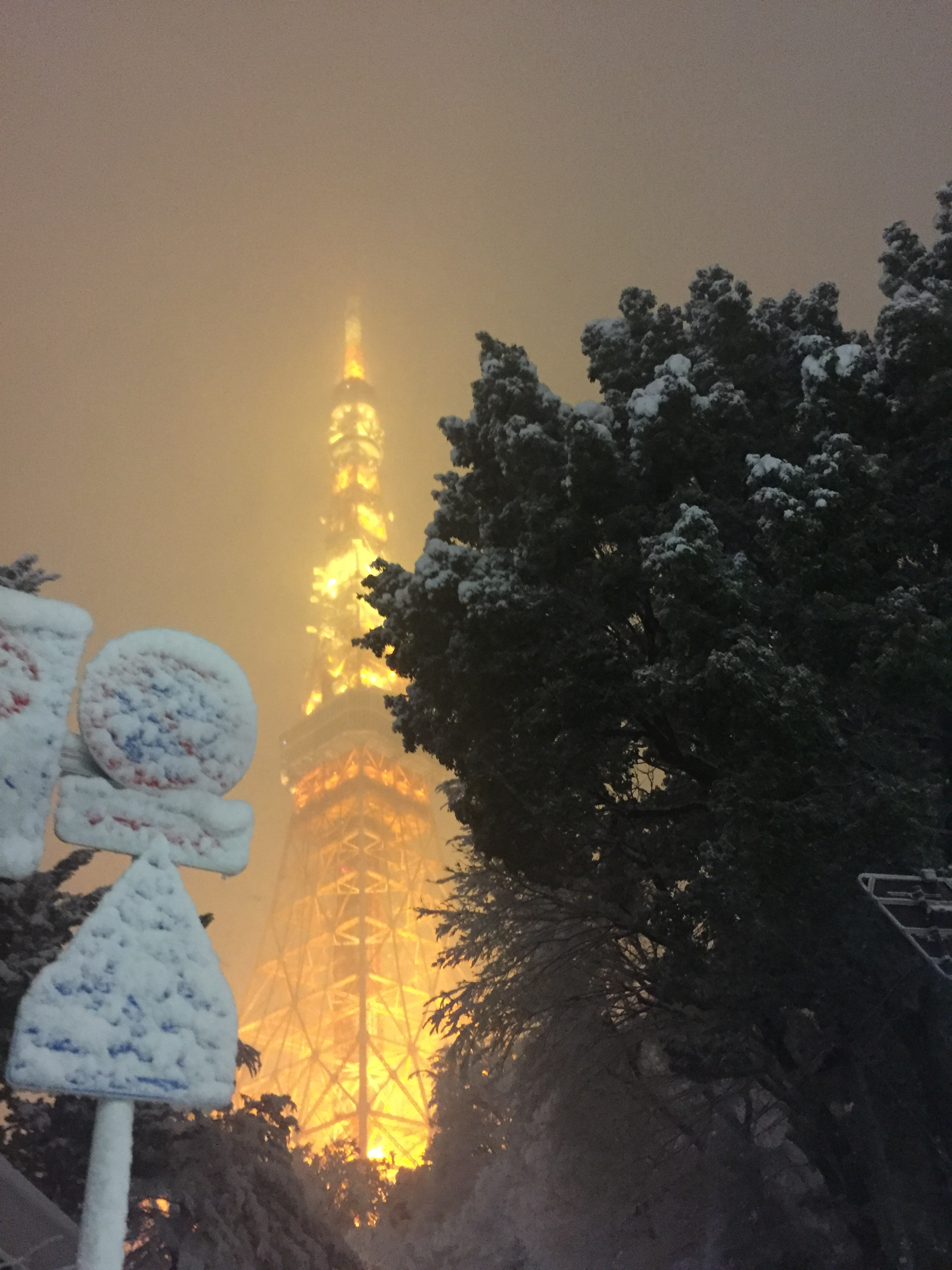
Ein Beispiel für einen Halo-Effekt: Der Tokyo Tower während eines Schneesturms, 2018.

Bei Snow Halation handelt es sich um einen japanischsprachigen Popsong (J-Pop), in welchem ein Piano, Violinen, Akustik- und E-Gitarren, E-Bass, Schlagzeug und Glockenstab zum Einsatz kommen. Das Stück ist im 4/4-Takt geschrieben, bewegt sich im Tempo von 173 Beats pro Minute und wird komplett in A-Dur gespielt. Im Intro sind ein Piano und Glockenstäbe zu hören und es geht schnell in die erste Strophe über. Es folgen kurz darauf die zweite Strophe und der Refrain. Nach einer Bridge wird das Schema für die darauffolgenden Strophen und den Refrain beibehalten, wobei sich lediglich der Liedtext ändert. Ein Break wird genutzt, um zum ursprünglichen Refrain zu gelangen, woraufhin ein kurzes Solo von Honaka Kōsaka – gesprochen von Emi Nitta – als Outro zu hören ist. Eine Coda wird genutzt, um das Lied zu beenden.
Takahiro Yamada, der Komponist des Stückes, schreibt dem Liedtext von Aki Hata und dem Arrangement durch Ryōsuke Nakanishi zu, wesentlich zur Popularität des Liedes beigetragen zu haben. Yamada sagte, dass er den Liedtext sehr mochte und die Wortwahl Hatas mit der Melodie des Liedes im Einklang war. Mit Nakanishi arbeitete Yamada ein Jahr lang als dessen Assistent zusammen und zeigte sich begeistert, als Nakanishi ihm sagte, dass er ausgewählt wurde, um das Lied zu arrangieren. Der Liedtext beschreibt die Liebe eines Mädchens für jemanden und ihre Unfähigkeit, sich dabei zurückzuhalten. Dabei bittet diese den Zuhörer „all ihre Liebe zu akzeptieren“. Das Cover der Single zeigt alle neun Mitglieder von μ’s in ihren Kostümen, die im Musikvideo zu sehen sind. Das Artwork wurde von Yumi Gyotoku entworfen.

## Veröffentlichung und Rezeption
Snow Halation wurde am 22. Dezember 2010 über Lantis auf CD in Japan veröffentlicht. Zusammen mit der CD wurde auch eine DVD, welche das sechsminütige Musikvideo zu dem Lied enthält, herausgegeben. Die Single stieg in den heimischen Singlecharts von Oricon auf Platz 74 ein und hielt sich insgesamt drei Wochen lang in dem Ranking, in den Billboard Japan Hot 100 erreichte das Lied mit Platz 70 seine Höchstposition.
Anfang des Jahres 2019 erhielt Snow Halation mit dem Spezialpreis eine Auszeichnung bei den Heisei Anisong Grand Prix für Anime-Stücke, die in den Jahren von 2010 bis 2019 produziert wurden. Im Jahr 2015 wurde Snow Halation auf Platz 11 der beliebtesten Karaoke-Stücke auf Utasuki, welches von der Karaoke-Marke Joysound gehostet wird, gelistet; im August gleichen Jahres wurde das Lied auf Platz eins in einem Franchise-internen Ranking von Joysound gelistet. Das Lied landete auf Platz eins der Musikshow Countdown Live: Anison Best 100!, welche im Februar 2017 auf NHK BS Premium ausgestrahlt wurde.
In einer Besprechung im LisAni!, einem Musikmagazin, welches von Sony Music Entertainment Japan herausgegeben wird, wurde Snow Halation nachgesagt, eine perfekte Harmonie zwischen Gesang und Instrumentalisierung zu bilden. Der Gesang vermittle „flüchtige Gefühle, die wie Schnee auf einem Herzen aufgetürmt ist, wovon ein sanftes Strahlen ausgeht“, wobei der lebendig wirkende Klang des Liedes in einen brillianten Höhepunkt mündet. Der Einsatz von Streichinstrumenten und eines Pianos geben dem Stück einen sanften Aspekt, welcher den lebendig wirkenden Klang in höheren Tempopassagen unterstütze. Im Kontrast dazu, so der Kritiker, vermittle der Einsatz von Schlagzeug und E-Bass eine aggressiven und lebhaften Aspekt, welcher ein hohes Tempo des Stückes vermittle.
Junichi Tsukakoshi hob in seiner Besprechung für Animate Times die Melodie, den Liedtext sowie das instrumentelle Arrangement lobend hervor. Er schreibt, dass das Stück durch seine klassische Komposition ruhig und anmutig startet, bevor das Lied langsam eine Intensität aufbaut, die durch den Einsatz von Streichinstrumenten seinen Höhepunkt findet. Ein weiterer positiver Punkt das Stücks ist der Abstand zwischen den herzzerreißenden Passagen und dem erhebenden Höhepunkt des Liedes. Die Wortwahl des Liedtexters wird als meisterlich bezeichnet, da er es geschafft habe, die Bedeutung des Textes einfach und verständlich zu halten, und dabei dennoch versucht, das berauschende Gefühl der Melodie auszudrücken.
Außerhalb Japans entwickelte sich das Stück innerhalb der Anime- und Otaku-Szene zu einem Internet-Phänomen, welches zahlreiche Memes in Bild- und Videoform hervorbrachte.

## Musikvideo
Das Musikvideo entstand unter der Regie von Takahiko Kyōgoku im japanischen Animationsstudio Sunrise. Das Video startet mit Honaka Kōsaka, die durch die Straßen zu einem Geschäft läuft, um ein Weihnachtsgeschenk zu kaufen, wobei die Szene durch bildliche Einschübe der anderen Mitglieder unterbrochen wird, um deren Ausdruck ihrer Gefühle zu veranschaulichen. Das Video wechselt dann den Schauplatz auf einen Hinterhof, welcher von Weihnachtsbeleuchtung erhellt wird, auf dem die neun Mitglieder in Dreiergrüppchen ihre Choreographie zu Snow Halation aufführen, wiederum unterbrochen von Bildausschnitten, die die Mitglieder bei weiteren Vorbereitungen für Weihnachten zeigen. In dem Moment, in welchem das Lied Honakas kleines Solo erreicht, färben sich die Lichter der Beleuchtung von weiß auf Orange, Honakas Farbe, und verbleiben für den Rest des Musikvideos in ebendieser.
Eine neu-animierte Sequenz des Musikvideos ist in der neunten Episode der zweiten Staffel von Love Live! School Idol Project zu sehen. Diese wurde im Juni 2014 in Japan ausgestrahlt. Nick Creamer bezeichnete in seiner Rezension zur Blu-ray-Veröffentlichung der zweiten Staffel der Fernsehserie Snow Halation als besten Idol-Song des Franchise mit der besten Choreographie und der besten Regie. Yūko Shōji schrieb im Magazin Continue des Verlages Ohta Publishing, „dass die Performance alleine schon ein Grund sei, dass Video anzuschauen“ und durch „die hypnotisierend wirkenden Ausdrücke klar wird, wie viel Arbeit das Produktionsteam in das Video gesteckt habe.“ Eine Kurzversion des Stückes wurde 2018 erneut animiert, dieses Mal mit 3DCGI, um für das Smartphone-Spiel Love Live! School Idol Festival All Stars zu werben.

## Live-Aufführungen
Snow Halation wurde bei allen sechs Konzerten von μ’s, die zwischen 2012 und 2016 absolviert wurden, als eines der letzten Stücke der Setlist gespielt. Als sich die Gruppe im Jahr 2020 erstmals nach vier Jahren für einen gemeinsamen Auftritt im Rahmen des Franchise-weiten Konzertes Love Live! Series 9th Anniversary: Love Live! Fest abermals formierte, war Snow Halation das konzertabschließende Stück.
Während der Liveaufführungen des Liedes hat es sich etabliert, dass die Zuschauer für den größten Teil des Liedes mit weißen Leuchtstäben schwenken und kurz vor Beginn des letzten Refrains zu orangefarbenen Leuchtstäben wechseln, um die Geschehnisse aus dem Musikvideo zu imitieren. Diese Praxis begann laut Yōhei Kisara, welcher bereits als Musikproduzent für das Franchise arbeitete, schon beim ersten Konzert von μ’s und wurde spontan von Fans initiiert.

## Titelliste der Single
| Nr.            | Titel (englisch)                                      | Titel (japanisch)                                                           | Länge | Anmerkungen     |
| -------------- | ----------------------------------------------------- | --------------------------------------------------------------------------- | ----- | --------------- |
| CD-Single      |                                                       |                                                                             |       |                 |
| 1              | Snow Halation                                         | –                                                                           | 4:19  |                 |
| 2              | Baby Maybe Love Button                                | baby maybe恋のボタン Baby Maybe Koi no Button                               | 4:31  |                 |
| 3              | Snow Halation                                         | –                                                                           | 4:19  | Karaoke-Version |
| 4              | Baby Maybe Love Button                                | baby maybe恋のボタン Baby Maybe Koi no Button                               | 4:31  | Karaoke-Version |
| Drama-Tracks   |                                                       |                                                                             |       |                 |
| 5              | The Girls On Christmas Eve… Though It’s Still Daytime | 聖夜の女の子たち。…まだ明るいけど Seiya no Onnanokotachi. …Mada Akarui kedo | 8:07  |                 |
| 6              | Christmas With You -Honoka Kōsaka-                    | あなたとクリスマス-高坂穂乃果- Anata to Christmas -Kōsaka Honoka-           | 1:04  |                 |
| 7              | Christmas With You -Ayase Eri-                        | あなたとクリスマス-絢瀬絵里- Anata to Christmas -Ayase Eri-                 | 1:03  |                 |
| 8              | Christmas With You -Kotori Minami-                    | あなたとクリスマス-南ことり- Anata to Christmas -Minami Kotori-             | 1:18  |                 |
| 9              | Christmas With You -Umi Sonoda-                       | あなたとクリスマス-園田海未- Anata to Christmas -Sonoda Umi-                | 0:59  |                 |
| 10             | Christmas With You -Rin Hoshizora-                    | あなたとクリスマス-星空凛- Anata to Christmas -Hoshizora Rin-               | 0:51  |                 |
| 11             | Christmas With You -Maki Nishikino-                   | あなたとクリスマス-西木野真姫- Anata to Christmas -Nishikino Maki-          | 1:02  |                 |
| 12             | Christmas With You -Nozomi Tojo-                      | あなたとクリスマス-東條希- Anata to Christmas -Tōjō Nozomi-                 | 0:57  |                 |
| 13             | Christmas With You -Hanyo Koizumi-                    | あなたとクリスマス-小泉花陽- Anata to Christmas -Koizumi Hanayo-            | 1:20  |                 |
| 14             | Christmas With You -Nico Yazawa-                      | あなたとクリスマス-矢澤にこ- Anata to Christmas -Yazawa Niko-               | 0:55  |                 |
| 15             | Next Go to the Future!                                | 未来へゴー・ネクスト! Mirai e Go Next!                                      | 1:21  |                 |
| Inhalt der DVD |                                                       |                                                                             |       |                 |
| 1              | Snow Halation                                         | –                                                                           | 6:02  | Musikvideo      |

## Chartplatzierungen und Auszeichnungen
| ChartsChartplatzierungen | Höchstplatzierung | Wochen |
| ------------------------ | ----------------- | ------ |
| Japan (Oricon)           | 74 (3 Wo.)        | 3      |

| Auszeichnung              | Jahr | Kategorie    | für           | Resultat |
| ------------------------- | ---- | ------------ | ------------- | -------- |
| Heisei Anisong Grand Prix | 2019 | Spezialpreis | Snow Halation | Gewonnen |

## Mitwirkende
| Liedproduktion - Takahiro Yamada: Musik - Aki Hata: Liedtext - Shigeru Saitō: Produzent - Honaka Kōsaka: Gesang, Performance - Eli Ayase: Gesang, Performance - Minami Kotori: Gesang, Performance - Umi Sonoda: Gesang, Performance - Rin Hoshizora: Gesang, Performance - Maki Nishikino: Gesang, Performance - Nozomi Tōjō: Gesang, Performance - Hanayo Koizumi: Gesang, Performance - Nico Yazawa: Gesang, Performance Unternehmen - Lantis: Musiklabel - ASCII Media Works: Verlag - Sunrise: Studio - Bandai Visual: Vertrieb | Covergestaltung - Yumi Gyotoku: Artwork Musikvideo - Sunrise: Animationsstudio - Takahiko Kyōgoku: Regisseur |

### Sonstige Belege
1. 1 2 3  μ’s（ラブライブ！）「Snow halation」レビュー. LisAni!, 26. August 2015, abgerufen am 24. Oktober 2021 (japanisch).
2. 1 2 3  TVアニメ『ラブライブ!』μ’s「Snow halation」【毎日1曲おすすめのアニソンをあなたに 塚越淳一のアニソントラベラーvol.22】. Animate Times, 25. Mai 2020, abgerufen am 24. Oktober 2021 (japanisch).
3. 1 2  Mikikazu Komatsu: Love Live! μ’s 2nd Single "Snow halation" MV Re-Animated in 3DCG for School Idol Festival All Stars. Crunchyroll, 21. Oktober 2018, abgerufen am 24. Oktober 2021.
4. ↑  Egan Loo: Sunrise, Dengeki G's Love Live Project Gets Anime DVD (Updated). Anime News Network, 28. Juni 2010, abgerufen am 24. Oktober 2021.
5. 1 2  『スノハレ』作曲家・山田高弘氏インタビュー「偶然の出会いが、僕を救った」. ddnavi.com, 27. Juli 2014, abgerufen am 24. Oktober 2021 (japanisch).
6. ↑  History of Love Live!, S. 28–29, japanisch, 2014
7. ↑  History of Love Live!, S. 46, japanisch, 2014
8. ↑  History of Love Live!, S. 40–47, japanisch, 2014
9. ↑  History of Love Live!, S. 58–59, japanisch, 2014
10. 1 2  Atsushi Kaneko: 『ラブライブ！』のプロジェクトはなぜ成功した？ 木皿陽平の考え. Cinra.net, 28. Februar 2017, abgerufen am 24. Oktober 2021 (japanisch).
11. ↑  このまま一気に愛情 あずけてPlease!! Kono mama ikki ni aijō azukete Please!!
12. 1 2  Snow Halation. Oricon, archiviert vom Original am 23. Dezember 2014; abgerufen am 24. Oktober 2021 (japanisch).
13. ↑  Billboard Japan Hot 100 vom 3. Januar 2011. Billboard Japan, abgerufen am 24. Oktober 2021 (japanisch).
14. ↑  Lynzee Loveridge: Heisei Anisong Grand Prize Winners: 2010-2019. Anime News Network, 4. März 2019, abgerufen am 24. Oktober 2021.
15. ↑  Jahres-Bestenliste 2015. Joysound, abgerufen am 24. Oktober 2021 (japanisch).
16. ↑  Mikikazu Komatsu: "Love Live!" Song Karaoke Ranking Top 10 Announced. Crunchyroll, 1. September 2015, abgerufen am 24. Oktober 2021.
17. ↑  Lynzee Loveridge: Anisong Top 100 Program Crowns 'Snow Halation,' Tiger & Bunny Themes. Anime News Network, 21. Februar 2017, abgerufen am 24. Oktober 2021.
18. ↑  Snow Halation. Know Your Meme, abgerufen am 24. Oktober 2021.
19. ↑  Egan Loo: Gosick, Kore wa Zombie Desu ka?, Love Live! Promos Streamed. Anime News Network, 30. November 2010, abgerufen am 24. Oktober 2021.
20. ↑  『ラブライブ！』PVやアニメ本編のダンスシーンを集めたBDが発売に!?　映像特典にはＮＨＫ紅白歌合戦SPアニメも. Animate Times, 22. April 2016, abgerufen am 24. Oktober 2021 (japanisch).
21. 1 2  Nick Creamer: Love Live! School Idol Project Season 2. Anime News Network, 28. April 2016, abgerufen am 24. Oktober 2021.
22. ↑  Love Live! School Idol Project. Fernsehserien.de, abgerufen am 24. Oktober 2021.
23. ↑  Yūko Shōji: Love Live! Special Series Issue. In: Ohta Publishing (Hrsg.): Continue. Japan 2018, ISBN 978-4-7783-1653-2, S. 27 (japanisch).
24. ↑  μ’s、約4年ぶりに9人集結 「Snow halation」で会場は“オレンジ色”に包まれる. Oricon, 19. Januar 2020, abgerufen am 24. Oktober 2021 (japanisch).
25. ↑  東京ドームを埋め尽くしたウルトラオレンジの光　「ラブライブ！」μ'sファイナルワンマンライブ. Animeanime.jp, 13. April 2016, abgerufen am 24. Oktober 2021 (japanisch).
26. 1 2  Snow Halation. VGMDb.net, abgerufen am 24. Oktober 2021.